# روسی‌سازی
روسی‌سازی یا روسی‌گری نوعی فرایند همگون‌سازی فرهنگی است که طی آن جوامع غیرروسی (خواه ناخواسته یا داوطلبانه) فرهنگ و زبان خود را به نفع فرهنگ روسی کنار می‌گذارند.
از نظر تاریخی، این اصطلاح به سیاست‌های رسمی و غیررسمی امپراتوری روسیه و اتحاد جماهیر شوروی نسبت به اجزای تشکیل‌دهنده ملی آنها و اقلیت‌های ملی در روسیه اشاره می‌کند که هدف آنها سلطه و برتری روسیه است.
سیاست و فرهنگ از حوزه‌های اصلی روسی‌سازی هستند. نمونه‌ای از روسی‌سازی در سیاست، انتصاب اتباع روسی به سمت‌های مهم اداری در نهادهای ملی است. در حوزهٔ فرهنگی، روسی‌سازی عمدتاً به معنای سلطه زبان روسی در تجارت رسمی و تأثیر قوی آن بر اصطلاحات ملی است.
تغییرات جمعیتی به نفع جمعیت نژاد روس نیز گاهی یک نوع روسی‌سازی درنظر گرفته می‌شود.
از نظر تحلیلی، تشخیص تمایز روسی‌سازی، به عنوان فرایند تغییر برچسب قومی یا هویت فرد از یک نام قومی غیرروسی به روسی، از روسی‌گری که گسترش زبان و فرهنگ روسی و مردم روسیه به فرهنگ‌ها و مناطق غیرروسی است و همچنین متمایز بودن آن از شوروی‌گری یا تحمیل اشکال نهادی ایجاد شده توسط حزب کمونیست اتحاد جماهیر شوروی در سرزمین تحت کنترل آن حزب، کمک‌کننده است.
از این نظر، اگرچه روسی‌سازی معمولاً با مفاهیم روسی‌گری و شوروی‌گری به رهبری روسیه درهم‌آمیخته‌است، هر یک را می‌توان یک فرایند متمایز دانست. برای مثال روسی‌گری و شوروی‌گری به‌طور خودکار منجر به روسی‌سازی - تغییر زبان یا هویت شخصی افراد غیرروسی به روسی- منجر نمی‌شوند. به همین دلیل، غیرروس‌ها با وجود اینکه به مدت طولانی در معرض زبان و فرهنگ روسی و همچنین شوروی‌گری قرار داشتند، در اواخر دوران اتحاد جماهیر شوروی در آستانه تبدیل‌شدن به اکثریت جمعیت آن بودند.

## تاریخ
یک مورد اولیه از روسی‌سازی در قرن شانزدهم در خانات تسخیرشده قازان و دیگر مناطق تاتار رخ داد. مسیحی‌سازی و پیاده‌سازی زبان روسی به‌عنوان تنها زبان اداری از عناصر اصلی این فرایند بودند.
پس از شکست روسیه در جنگ کریمه در سال ۱۸۵۶ و شورش مردم لهستان در سال ۱۸۶۳ تزار الکساندر دوم روسی‌سازی را به‌منظور کاهش خطر شورش‌های آینده افزایش داد. گروه‌های اقلیتی زیادی در روسیه ساکن بودند و مجبور کردن آنها به پذیرش فرهنگ روسی تلاشی برای جلوگیری از گرایش‌های خودمختاری و تجزیه‌طلبی بود.
در قرن نوزدهم، مهاجران روسی در سرزمین باستانی قزاقستان (که در آن زمان به اشتباه قرقیز شناخته می‌شد) بسیاری از قزاق‌ها را از مرز بیرون کرده و به چین راندند.

## تحت اتحاد جماهیر شوروی
تحت اتحاد جماهیر شوروی پس از انقلاب ۱۹۱۷، مقامات اتحاد جماهیر شوروی سوسیالیستی تصمیم به لغو استفاده از الفبای عربی در زبانهای بومی نواحی تحت کنترل شوروی در آسیای مرکزی، قفقاز و منطقه ولگا (از جمله تاتارستان) گرفتند. این امر باعث می‌شد تا جمعیت مسلمانان محلی از دیدن و مواجهه با زبان و سیستم نوشتاری قرآن محروم شوند. الفبای جدید این زبانها بر اساس الفبای لاتین بود و از الفبای ترکی نیز الهام گرفته شده بود. با این حال، سیاست در اواخر دهه ۱۹۳۰ تغییر کرده بود. در سالهای ۱۹۳۹–۱۹۴۰، شوروی تصمیم گرفت که تعدادی از این زبانها (از جمله تاتار، قزاق، ازبک، ترکمن، تاجیک، قرقیز، آذربایجانی و باشقیر) از آن پس از نسخه‌های خط سیریلیک استفاده کنند. این ادعا مطرح شد که این تغییر «توسط مطالبات طبقه کارگر» صورت گرفته‌است.

### اوایل دهه ۱۹۲۰ تا اواسط دهه ۱۹۳۰: بومی سازی
مارکسیسم استالین و مسئله ملی (۱۹۱۳) چارچوب بنیادین سیاست ملیتی در اتحاد جماهیر شوروی را فراهم آورد. سالهای ابتدایی سیاست مذکور، از اوایل دهه ۱۹۲۰ تا اواسط دهه ۱۹۳۰، با سیاست Korenizatsiya (بومی سازی) جهت دهی می‌شد که در طی آن رژیم جدید شوروی به دنبال آن بود تا اثرات طولانی مدت روسی‌سازی را بر جمعیت غیر روسی خنثی و معکوس نماید. هنگامی که رژیم در تلاش بود قدرت و مشروعیت خود را در سراسر امپراتوری روسیه سابق ایجاد کند، به دنبال ایجاد واحدهای اداری منطقه‌ای، استخدام غیر روس‌ها در پست‌های رهبری و ترویج زبان‌های غیر روسی در دولت، دادگاه‌ها، مدارس و رسانه‌های جمعی بود. شعاری که پس از آن برقرار شد این بود که فرهنگ‌های محلی باید «از نظر محتوایی سوسیالیستی باشند اما از نظر فرم و ساختار، ملی». به این معنا که این فرهنگ‌ها باید به گونه‌ای تغییر کنند تا به‌طور کلی مطابق با پروژه سوسیالیستی حزب کمونیست برای جامعه شوروی باشند؛ اما در درونشان مشارکت و رهبری فعال توسط ملیت‌های بومی را داشته باشند و غالباً به زبان‌های محلی فعالیت کنند. سیاست ملیت‌های آغازین و سیاست بعدی در هدف اطمینان یافتن از کنترل حزب کمونیست بر تمام جنبه‌های زندگی سیاسی، اقتصادی و اجتماعی شوروی مشترک بود.
سیاست اولیه اتحاد جماهیر شوروی در ترویج آنچه که محققی آن را «خاص گرایی قومی» توصیف کرده‌است و دیگری «چند ملیتی نهادینه شده»، هدف دوگانه‌ای داشته‌است. از یک سو، یک هدف در تلاش برای مقابله با شوونیسم روسیه از طریق تضمین جایگاهی برای زبانها و فرهنگهای غیر روسی در اتحاد جماهیر شوروی تازه تأسیس بود. از طرف دیگر، این ابزاری برای جلوگیری از شکل‌گیری جنبش‌های سیاسی جایگزین مبتنی بر قومیت گرایی، از جمله پان اسلامیسم و پان ترکیسم بود. یکی از راه‌های تحقق این امر، تشویق آنچه که عده‌ای به عنوان تمایزات تصنعی بین گروه‌های قومی و زبانها تلقی می‌کردند، به جای ترویج ادغام این گروه‌ها و یک مجموعه مشترک زبانها بر اساس زبان ترکی یا زبان منطقه‌ای دیگر بود.
سیاست ملیت‌های شوروی از همان سال‌های اولیه به دنبال راهی برای مقابله با این دو گرایش از طریق تضمین مختصر خودمختاری فرهنگی به ملیت‌های غیرروسی در درون یک سیستم فدرال یا ساختار حکومتی بود؛ هر چند که هنوز معتقد بود که حزب کمونیست حاکم یکپارچه و غیر فدرال است. روندی برای «تحدید مرز ملی-قلمرویی» برای تعریف سرزمین‌های رسمی جمعیت‌های غیر روسی درون اتحاد جماهیر شوروی انجام شد. سیستم فدرال بالاترین مقام را به ملیت‌های عنوان دار جمهوری‌های اتحادیه اعطا می‌کرد و مقامات پایین‌تر را به ملیت‌های عنوان دار جمهوری‌های خودمختار، استان‌های خودمختار و اوکروگ‌ها (مناطق) خودمختار می‌داد. در مجموع، حدود ۵۰ ملیت دارای جمهوری، استان یا منطقه‌ای بودند که کنترلی صوری در سیستم فدرال داشتند. فدرالیسم و ارائه آموزش به زبان بومی در نهایت، مردمی عظیم غیر روس را که به زبانهای گروه‌های قومی خود آموزش می‌دیدند به عنوان میراث باقی گذاشت و میهنی مشخصی در قلمرو اتحاد جماهیر شوروی را می‌شناختند.

### اواخر دهه ۱۹۳۰ و زمان جنگ: روسی مورد توجه قرار می‌گیرد
با این حال، در اواخر دهه ۱۹۳۰، تغییر سیاست قابل توجهی اتفاق افتاد. در اوایل دهه ۱۹۳۰ پاکسازی حزب در برخی از مناطق ملی مانند اوکراین انجام شده بود. قبل از تغییر موضع در اوکراین در سال ۱۹۳۳، پاکسازی ولی ابراهیموف و رهبری او در اتحاد جماهیر شوروی کریمه در سال ۱۹۲۹ به دلیل «انحراف ملی» منجر به روسی سازی دولت، آموزش و پرورش و رسانه‌ها و ایجاد الفبای ویژه برای تاتار کریمه به جای الفبای لاتین شد. از بین دو خطری که ژوزف استالین در سال ۱۹۲۳ شناسایی کرده بود، گفته می‌شد که اکنون ناسیونالیسم بورژوازی (ناسیونالیسم محلی) تهدیدی بزرگتر از شوونیسم بزرگ روسیه (شوونیسم قدرت بزرگ) است. در سال ۱۹۳۷، فیض الله خوجه اف و اکمال ایکراموف از عنوان رهبران اتحاد جماهیر شوروی ازبکستان برکنار شدند و در سال ۱۹۳۸، در جریان سومین دادگاه بزرگ نمایشی مسکو، به اتهام فعالیت‌های ضد ملی گرایانه شوروی محکوم و کشته شدند. پس از آنکه استالین، یک گرجی روسی شده، رهبر بلامنازع اتحاد جماهیر شوروی شد، زبان روسی تأکید بیشتری یافت. در سال ۱۹۳۸، زبان روسی در هر مدرسه شوروی یک درس مورد نیاز برای مطالعه شد، از جمله در مدرسه‌ای که زبان غیر روسی زبان اصلی آموزش سایر دروس بود (به عنوان مثال ریاضیات، علوم و مطالعات اجتماعی). در سال ۱۹۳۹، به زبانهای غیر روسی که خطهای مبتنی بر لاتین به آنها در اواخر دهه ۱۹۲۰ داده شده بود، متون جدید مبتنی بر خط سیریلیک منسوب شد. دلیل محتمل این تصمیمات، حس قریب‌الوقوع بودن جنگ و روسی بودن زبان فرماندهی ارتش سرخ بود. جوزف استالین قبل و در طول جنگ جهانی دوم، به دلیل مشکوک بودن همکاری با مهاجمان آلمانی، چندین ملیت را به آسیای میانه و سیبری تبعید کرد از جمله: آلمانی‌های ولگا، تاتارهای کریمه، چچن‌ها، اینگوش، بالکارها، قالمیق‌ها و دیگر ملیت‌ها. اندکی پس از جنگ، او بسیاری از اوکراینی‌ها، بالت‌ها و استونیایی‌ها را نیز به سیبری تبعید کرد. پس از جنگ، استالین و جانشینان وی مردم روسیه را در خانواده ملل و ملیت‌های شوروی ارتقا بخشیدند.
این تغییر به‌طور واضح در جشن روز پیروزی توسط استالین، دبیرکل حزب کمونیست، برای مردم روسیه در ماه مه ۱۹۴۵ مورد تأکید قرار گرفت:
«تمایل دارم که برای سلامتی مردم شوروی‌مان بنوشم و قبل از همه مردم روسیه. من، قبل از همه برای سلامتی مردم روسیه می‌نوشم زیرا آنها در این جنگ به عنوان قدرت پیشرو اتحاد جماهیر شوروی در میان تمام ملیت‌های کشور ما به رسمیت شناخته شدند». نامگذاری ملت روسیه، اولی بین برابرها، یک تغییر موضع کامل از اعلامیه استالین در ۲۰ سال قبل بود (منادی سیاست Korenizatsiya) مبنی بر اینکه «اولین وظیفه فوری حزب ما مبارزهٔ شدید با بقایای شوونیسم روسیه-بزرگ است.»

### اواخر دهه ۱۹۵۰ تا ۱۹۸۰

#### اصلاحات آموزشی در ۱۹۵۸–۱۹۵۹: والدین زبان تدریس را انتخاب می‌کنند
تجزیه و تحلیل انتشار کتاب درسی نشان داد که آموزش برای حداقل یک سال و حداقل برای کلاس اول (سطح) به ۶۷ زبان بین سالهای ۱۹۳۴ و ۱۹۸۰ ارائه شده‌است. با این حال، اصلاحات آموزشی انجام شده پس از آنکه نیکیتا خروشچف دبیر اول حزب کمونیست در اواخر دهه ۱۹۵۰ شد، فرایندی را برای جایگزینی مدارس غیر روسی با مدارس روسی برای ملیت‌هایی که در وضعیت پایین‌تری در سیستم فدرال بودند یا جمعیت کمتری داشتند یا پیش ازین دو زبانی گسترده خود را نشان داده بودند، آغاز کرد. اسماً، این فرایند با اصل «انتخاب داوطلبانه والدین» هدایت می‌شد؛ اما عوامل دیگری نیز از جمله اندازه و وضعیت رسمی سیاسی گروه در سلسله مراتب فدرال شوروی و سطح غالب دوزبانگی در بین والدین نیز وارد عمل شد. در اوایل دهه ۱۹۷۰، مدرسه‌هایی که زبان‌های غیر روسی به عنوان اصلی‌ترین زبان آموزش آنها بود، در ۴۵ زبان فعالیت می‌کردند، در حالی که هفت زبان بومی دیگر به عنوان درس مورد مطالعه حداقل برای یک سال تحصیلی تدریس می‌شدند. تا سال ۱۹۸۰، آموزش‌ها به ۳۵ زبان غیر روسی مردم اتحاد جماهیر شوروی سوسیالیستی ارائه می‌شد که تقریباً بیش از نیمی از تعداد آنها در اوایل دهه ۱۹۳۰ بود.
علاوه بر این، در اکثر این زبان‌ها آموزش برای یک برنامه درسی کامل ۱۰ ساله ارائه نشده بود. به عنوان مثال، در جمهوری فدراتیو سوسیالیستی روسیه شوروی در سال ۱۹۵۸ تا ۱۹۵۹، آموزش کامل ۱۰ ساله به زبان مادری فقط به سه زبان روسی، تاتاری و باشقیری ارائه شد؛ و برخی از ملیت‌ها آموزشی حداقلی به زبان مادری داشتند یا اصلاً به زبان مادری تحصیل نمی‌کردند. تا سال ۱۹۶۲ تا ۱۹۶۳، در میان ملیت‌های غیر روسی که بومی جمهوری فدراتیو سوسیالیستی روسیه شوروی بودند، ۲۷٪ از کودکان در کلاس‌های اول تا چهارم (دبستان)، ۵۳٪ در کلاس‌های پنجم تا هشتم (دوره متوسطه به صورت ناقص) و ۶۶٪ از کلاسهای نهم تا دهم در مدارس روسی زبان تحصیل کردند. اگرچه که هنوز بسیاری از زبانهای غیر روسی به عنوان یک درس مورد مطالعه در سطح کلاسهای بالاتر ارائه می‌شد (در بعضی موارد از طریق مدرسه متوسطه کامل - کلاس دهم)، الگوی استفاده از زبان روسی به عنوان اصلی‌ترین زبان (واسط) آموزش پس از آنکه برنامه انتخاب والدین خروشچف انجام گرفت، تسریع شد. فشار برای تبدیل زبان (واسط) اصلی آموزش به روسی به‌طور مشهودی در مناطق شهری بیشتر بود. به عنوان مثال، در سالهای ۱۹۶۱ تا ۶۲، گزارش شده‌است که فقط ۶٪ از کودکان تاتار ساکن در مناطق شهری در مدارسی تحصیل می‌کردند که در آنها زبان تاتاری، زبان اصلی آموزش بود. به همین ترتیب در داغستان در سال ۱۹۶۵، مدارسی که زبان بومی آنها زبان (واسط) اصلی آموزش بود، فقط در مناطق روستایی وجود داشتند. این الگو در اکثر جمهوری‌های اتحادیه غیر روسی هم احتمالاً به‌طور مشابهی، شاید با شدتی کمتر وجود داشت. اگرچه در بلاروس و اوکراین تحصیل در مناطق شهری بسیار روسی سازی شده بود.

#### دکترین (رهنامه) با عمل انطباق پیدا می‌کند: نزدیک شدن و هم‌آمیختگی ملت‌ها
ترویج فدرالیسم و زبان‌های غیر روسی همیشه یک تصمیم استراتژیک بوده‌است، که هدف آن گسترش و حفظ حاکمیت توسط حزب کمونیست بود. با این وجود، از منظر علمی، دکترین رسمی حزب کمونیست این بود که سرانجام اختلافات میان ملیت و ملیت‌ها به همین ترتیب از بین بروند. در این دکترین رسمی در برنامه سوم حزب کمونیست اتحاد جماهیر شوروی که توسط نیکیتا خروشچف در بیست و دومین کنگره حزب در سال ۱۹۶۱ معرفی شد، تغییراتی ایجاد شد؛ اگر چه در این برنامه آمده بود که تمایز قومی و قبیله‌ای سرانجام از بین می‌روند و یک زبان مشترک واحد توسط تمام ملیت‌ها در اتحاد جماهیر شوروی مورد استفاده قرار می‌گیرد؛ «از بین بردن تمایزات ملی و به ویژه تمایزات زبانی، به‌طور قابل ملاحظه فرایند طولانی‌تری نسبت به نابودی تمایزهای طبقاتی دارد». با این وجود، در آن زمان ملت‌ها و ملیت‌های اتحاد جماهیر شوروی در حال گذران روندی دو جانبه برای شکوفایی بیشتر فرهنگ‌های خود و نزدیک شدن یا همبستگی به یک اتحادیه مستحکم‌تر بودند. در گزارش خروشچف دربارهٔ برنامه‌ریزی کنگره، او حتی از بیان مستحکم‌تری استفاده کرد: «اینکه روند نزدیکی بیشتر و اتحاد بیشتر ملت‌ها، سرانجام منجر به ادغام یا آمیختن ملیت‌ها خواهد شد». دستورالعمل خروشچف در زمینه همبستگی به آرامی تعدیل شد؛ هر چند زمانی که لئونید برژنف در سال ۱۹۶۴جایگزین خروشچف به عنوان دبیرکل حزب کمونیست شد (پستی که تا زمان مرگش در سال ۱۹۸۲ در ید قدرت وی بود)، برژنف اظهار داشت که همبستگی در نهایت منجر به «وحدت» کامل ملیت‌ها خواهد شد. «وحدت» اصطلاحی مبهم بود، زیرا می‌توانست هم به معنای حفظ هویت‌های ملی مستقل و یک مرحله بالاتر به معنی حفظ جاذبه متقابل یا شباهت بین ملیت‌ها باشد یا به معنای از بین رفتن کامل اختلافات قومی باشد.
در چارچوب سیاسی آن زمان، «اتحاد یا همبستگی» به منظور کاهش فشار نسبت به روسی‌سازی تلقی می‌شد که خروشچف با توجیه خود دربارهٔ ادغام، آن را ترویج داده بود. هر چند بیست و چهارمین کنگره حزب در سال ۱۹۷۱، پایه‌گذار این ایده بود که «شهروندی شوروی» جدیدی در قلمرو اتحاد جماهیر شوروی در حال شکل‌گیری است؛ جامعه‌ای که زبان مشترک آن‌ها، زبان «شهروندان شوروی»، زبان روسی بود که متناسب با نقشی است که روسیه برای ملت‌ها و ملیت‌های متحد در قلمرو بازی می‌کرد. این جامعه جدید به عنوان شهروند شناخته شدند، نه یک ملت، اما در این زمینه کلمه روسی narod (شهروندان) یک جامعه قومی و قبیله‌ای را در برمی‌گیرد و نه یک جامعه مدنی یا سیاسی را.
بنابراین، تا اواخر دوران اتحاد جماهیر شوروی، یک منطق دکترین برای برخی از مراحل عملی سیاست‌گذاری ارائه شده بود که قدم‌هایی در جهت آموزش و رسانه برداشته بود. ابتدا انتقال بسیاری از «مدارس ملی» (مدارس مبتنی بر زبان‌های محلی) به زبان روسی به شکل دستورالعمل، در اواخر دهه ۱۹۵۰ تحت نظر خروشچف سرعت گرفت و تا دهه ۱۹۸۰ ادامه یافت.
در مرحله دوم، از دکترین جدید برای توجیه جایگاه ویژه زبان روسی به عنوان «زبان ارتباطات بین ملیتی» در اتحاد جماهیر شوروی سوسیالیستی استفاده شد. استفاده از اصطلاح «بین ملیت» به جای اصطلاح متعارف‌تر «بین‌المللی» بیشتر بر نقش داخلی خاص زبان روسی متمرکز است تا نقش آن به عنوان زبان گفتمان بین‌المللی. زبان روسی بیشترین زبان مورد استفاده بود و روس‌ها تعداد کثیری از جمعیت کشور را تشکیل می‌دادند، همچنین بر جایگاه ویژه زبان روسی در دولت، آموزش و پرورش و رسانه‌ها صحه گذاشته شده بود.
در بیست و هفتمین کنگره حزب اتحاد جماهیر شوروی سوسیالیستی در سال ۱۹۸۶، به ریاست میخائیل گورباچف، برنامه چهارم حزب، دستورالعمل‌های برنامه قبلی را بدین شرح تکرار کرد: یکی از ویژگی‌های روابط ملی در کشور ما، شکوفایی مداوم ملت‌ها و ملیت‌هاست و دیگری اینکه آنها بر اساس برابری و همکاری برادرانه به‌طور پیوسته و داوطلبانه به یکدیگر نزدیک می‌شوند. نه انگیزش‌های مصنوعی و نه جلوگیری از روندهای عینی توسعه، در اینجا قابل قبول نیست. در دورنمای تاریخی طولانی مدت، این پیشرفت منجر به وحدت کامل ملت‌ها خواهد شد. همه شهروندان اتحاد جماهیر شوروی سوسیالیستی جهت استفاده از زبان‌های بومی خود و توسعه آزاد این زبان‌ها، از حق برابری در آینده برخوردار خواهند شد. در عین حال یادگیری زبان روسی، که به‌طور داوطلبانه توسط مردم شوروی پذیرفته شده‌است، به عنوان یک وسیله ارتباطی بین ملیت‌های مختلف، علاوه بر زبان ملیتی، دسترسی یک شخص را به دستاوردهای علم و فناوری و فرهنگ شوروی و جهان گسترش می‌دهد.

### روسی‌سازی زبانی و قومیتی

#### برخی از عوامل موافق با روسی‌سازی
در سرشماری‌های انجام شده در شوروی، پیشرفت در امر گسترش زبان روسی به‌عنوان زبان دوم و جایگزینی تدریجی زبانهای دیگر مورد پایش و نظارت قرار می‌گرفت. در سرشماری‌های شوروی در سال‌های ۱۹۲۶، ۱۹۳۷، ۱۹۳۹ و ۱۹۵۹، سوالاتی دربارهٔ «زبان مادری و نیز «ملیت» افراد گنجانده شده بودند. در سرشماری‌های سالهای ۱۹۷۰، ۱۹۷۹ و ۱۹۸۹ یک سؤال دیگر به‌این سوالات اضافه شده بود و آن پرسش در مورد «زبان دیگر مردم اتحاد جماهیر شوروی سوسیالیستی» بود و مبنی بر این بود که آیا فرد می‌توانست به‌طور «روان» از آن زبانها استفاده کند یا خیر. حدس زده می‌شود که هدف صریح این سؤال جدید در مورد «زبان دوم»، نظارت بر گسترش زبان روسی به‌عنوان زبان ارتباطات بین‌المللی بوده‌است.
تمام سرزمین‌های رسمی داخل اتحاد جماهیر شوروی، به‌عنوان قسمتی از وطن این گروه قومی غالب و زبان آن در نظر گرفته می‌شد، در عین حال که زبان روسی به‌عنوان زبان ارتباطات بین‌قومی برای کل اتحاد جماهیر شوروی در نظر گرفته می‌شد؛ بنابراین، در بیشتر دوران اتحاد جماهیر شوروی، به‌ویژه پس از پایان سیاست کورنیزاتسیا (بومی‌سازی) در دههٔ ۱۹۳۰، مدارسی‌که در آنها زبان‌های شوروی غیرروسی آموزش داده می‌شدند، عمدتاً در خارج از واحدهای اداری مربوط به‌آن اقوام، قابل‌دسترسی نبودند. به‌نظر می‌رسید که برخی موارد استثنائی، مواردی از رقابت‌های تاریخی یا الگوهای همگون‌سازی بین گروه‌های غیر روسی همسایه، مانند تاتارها و باشقیرها در روسیه یا ملیت‌های اصلی آسیای میانه است را در بر می‌گرفته‌است. به‌عنوان مثال، حتی در دههٔ ۱۹۷۰ در ازبکستان، آموزش و تعلیم حداقل به‌هفت زبان روسی، ازبکی، تاجیکی، قزاقستانی، ترکمن، قرقیزستانی و کاراکالپاک ارائه می‌شد.
در حالی‌که به‌طور رسمی همه زبان‌ها برابر بودند، تقریباً در همه جمهوری‌های شوروی دوزبانگی روسی/ زبان محلی، امری «نامتقارن» بود: به‌این شکل که گروه غالب، زبان روسی را یادمی‌گرفت، اما روس‌های مهاجر به‌طور عمومی زبان محلی را یاد نمی‌گرفتند.
علاوه بر این، بسیاری از غیر روس‌ها که بیرون از واحدهای اداری مربوط به‌خود زندگی می‌کردند، تمایل داشتند که از نظر زبانی روسی شوند؛ یعنی نه تنها روسی را به‌عنوان زبان دوم یادمی‌گرفتند بلکه آن را به‌عنوان زبان خود در خانه یا زبان مادری خود نیز استفاده می‌کردند - گرچه برخی از آنان حتی بعد از تغییر زبان مادری خود به‌روسی، هنوز حس هویت قومی یا ریشه‌ای خود را حفظ می‌کردند. این موضوع، هم شامل جوامع سنتی می‌شد (به عنوان مثال، لیتوانیایی‌هایی‌که در شمال غربی بلاروس یا استان کالینینگراد ساکن بودند) و هم شامل جوامعی‌که در زمان اتحاد جماهیر شوروی ظهور پیدا کردند (مثل کارگران اوکراینی یا بلاروسی در قزاقستان یا لتونی‌که فرزندان آنها عمدتاً در مدارس روسی زبان تحصیل می‌کردند و به‌همین دلیل نسل‌های بعدی آنها نیز عمدتاً زبان روسی را به‌عنوان زبان مادری خود صحبت می‌کنند؛ به‌عنوان مثال، ۵۷٪ از اوکراینی‌های استونی، ۷۰٪ از بلاروسی‌های استونی و ۳۷٪ از لتونی‌های استونی در آخرین سرشماری شوروی در سال ۱۹۸۹، ادعا می‌کردند که زبان مادری آنها روسی است. به‌علاوه اینکه زبان روسی، به‌عنوان زبان اصلی بسیاری از جوامع یهودی در داخل اتحاد جماهیر شوروی، جایگزین ییدیش و سایر زبانها شد.
یکی دیگر از پیامدهای اختلاط ملیت‌ها و گسترش دوزبانگی و روسی‌سازی زبانی، افزایش ازدواج‌های قومی و رشد روند روسی‌سازی قومی بود – یعنی هنگامی‌که افراد خود را از منظر ملیت یا قومیت روسی تلقی می‌کردند، نه اینکه فقط زبان روسی را به‌عنوان زبان دوم صحبت کنند یا اینکه از آن به‌عنوان یک زبان اصلی رایج استفاده کنند. در دهه‌های آخر اتحاد جماهیر شوروی، روسی‌سازی قومی (یا همگون‌سازی قومی) برای چندین ملیت مانند کارلیان و موردوینی با رشد سریعی در حال انجام بود. با این وجود، احتمال اینکه فرزندان متولد شده در خانواده‌های آمیخته که در آنها یکی از والدین روس بود، به‌عنوان یک کودک روس بزرگ شوند یا خیر، به‌محیط و متن آن جامعه بستگی داشت. به‌عنوان مثال، اکثر کودکان خانواده‌هایی‌که یکی از والدین آنها روسی بود و دیگری اوکراینی ساکن قزاقستان شمالی، در ۱۶ سالگی در گذرنامهٔ داخلی خود، روسی را به‌عنوان ملیت خود انتخاب می‌کردند. با این حال فرزندان خانواده‌هایی‌که والدین آنها یکی روسی و یکی استونیایی در تالین (پایتخت شهر استونی) بود یا خانواده‌هایی‌که والدین آنها یکی روسی و یکی لتونی ساکن ریگا (پایتخت لتونی) بود یا خانواده‌هایی‌که والدین آنها یکی روسی و یکی لیتوانیایی ساکن ویلنیوس (پایتخت لیتوانی) بودند، اغلب همان ملیت قومی غالب جمهوری خود را به‌عنوان ملیت خود انتخاب می‌کردند – نه ملیت روسی را.
به‌طور کلی، الگوهای همگون‌سازی زبانی و قومی (روسی‌سازی) بسیار پیچیده بودند و هیچ عامل واحدی مثل سیاست‌های آموزشی نمی‌تواند آنها را توجیه کند. به‌علاوه اینکه فرهنگ‌ها و آیین‌های سنتی این گروه‌ها، اقامت آنها در مناطق شهری یا روستایی، ارتباط آنها با زبان روسی و روس‌های قومی و سایر عوامل نیز مؤثر و مرتبط بودند.

## روسیه مدرن
در ۱۹ ژوئن ۲۰۱۸، دومای روسیه لایحه‌ای را تصویب کرد که آموزش به همهٔ زبان‌ها به‌غیر از روسی را اختیاری قرار می‌داد. قوانین قبلی را توسط خودمختاری‌های قومی نادیده می‌گرفت وآموزش به زبان‌های اقلیت را فقط به دو ساعت در هفته کاهش می‌داد. این لایحه توسط برخی از مفسران، مانند مجلهٔ فارن افرز، با سیاست روسی‌سازی مرتبط شده‌است.
هنگامی که این لایحه هنوز در دست بررسی بود، مدافع‌های اقلیت‌ها هشدار دادند که این لایحه می‌تواند زبان‌ها و فرهنگ‌های سنتی آنها را به خطر بیندازد. این قانون پس از یک دادخواست در تابستان سال ۲۰۱۷، وقتی که یک مادر روسی ادعا کرد پسرش با یادگیری زبان تاتاری «صدمه مادی» دیده‌است، در حالی‌که پوتین در یک سخنرانی استدلال کرد که مجبور کردن کسی برای یادگیری یک زبان که مال خود آنها نیست، اشتباه است. بعداً «سرکوب زبان» که واحدهای خودمختار مجبور به متوقف‌کردن ساعت‌های اجباری زبان‌های بومی شدند نیز به‌عنوان اقدامی توسط پوتین برای «ایجاد هویت در جامعه روسیه» تلقی شد.
اعتراض‌ها و دادخواست‌ها علیه این لایحه توسط جامعهٔ مدنی، گروهی از روشنفکرهای عمومی یا دولت‌های منطقه‌ای اهل تاتارستان (با سرکوب تلاش برای تظاهرات)، چوواشیا، ماری ال، اوستیای شمالی، کاباردینو-بالکاریا، قره‌چای‌ها، قُموق‌ها، آوارها، چچن، و اینگوش.
اگرچه نماینده‌های «دست‌چین» از قفقاز مخالفتی با این لایحه نداشتند، اما اعتراض گسترده‌ای در شمال قفقاز با متهم‌شدن نماینده‌های منطقه به بزدلی منجر شد. این قانون همچنین به‌عنوان بی‌ثبات‌کننده، تهدید کننده روابط قومی و احیای جنبش‌های مختلف ملی‌گرایانه قفقاز شمالی تلقی می‌شد. سازمان بین‌المللی چرکس خواستار لغو این قانون قبل از اجرای قانون شد. ۱۲ مورد از خودمختاری‌های قومی روسیه، از جمله ۵ مورد در قفقاز، خواستار مسدود شدن این قانون شدند.
د ر ۱۰ سپتامبر ۲۰۱۹، فعال ادمورتی، آلبرت رازین، هنگام بررسی تصویب لایحه بحث‌برانگیز برای کاهش وضعیت زبان اودمورت، در مقابل ساختمان دولت منطقه ای در ایژوسک خودسوزی کرد. بین سال‌های ۲۰۰۲ و ۲۰۱۰ تعداد گویشوران ادمورت از ۴۶۳٬۰۰۰ به ۳۲۴٬۰۰۰ کاهش یافت.
در قفقاز شمالی، پس از یک دهه که به دلیل کاهش بودجه و تلاش‌های فدرال برای کاهش نقش زبان‌های دیگر به‌غیر از روسی، فرصت‌های آموزشی در زبان‌های بومی بیش از ۵۰ درصد بود، این قانون وضع شد. در این دوره، تعداد زیادی از زبان‌های بومی در قفقاز شمالی تعداد قابل توجهی از گویشوران خود را نشان دادند حتی اگر تعداد ملیت‌های مربوطه افزایش یابد، که منجر به ترس از جایگزینی زبان می‌شود. تعداد گویشوران اوستیایی، قُموقی و آوار به ترتیب ۴۳۰۰۰، ۶۳٬۰۰۰ و ۸۰٬۰۰۰ کاهش یافت از سال ۲۰۱۸، گزارش شده‌است که قفقاز شمالی تقریباً فاقد مدارسی است که عمدتاً به زبان‌های مادری خود تدریس می‌کنند، به‌استثنای یک مدرسه در اوستیای شمالی، و چند مدرسه در مناطق روستایی داغستان این واقعیت حتی در چچن و اینگوشتیا به‌طور عمده تک‌نژادی نیز صادق است. چچنی و اینگوشی هنوز به‌عنوان زبان‌های ارتباط‌های روزمره به‌مراتب بیشتر از همسایه‌های قفقاز شمالی استفاده می‌شوند، اما زبانشناسی جامعه استدلال می‌کند که وضعیت فعلی منجر به تخریب آنها نسبت به روسی نیز خواهد شد.
در سال ۲۰۲۰ مجموعه اصلاح‌های قانون اساسی روسیه توسط دومای دولتی و بعداً شورای فدراسیون تصویب شد. یکی از این اصلاح‌های درج نام روسی به‌عنوان «زبان ملیت دولت ساز» و مردم روسیه به‌عنوان گروه قومی سازنده ملت است. این اصلاح‌های با انتقاد اقلیت‌های روسیه روبرو شده‌است که معتقدند این مغایر با اصل است که روسیه یک کشور چند ملیتی است و فقط آنها را بیشتر به حاشیه می‌برد.